# 信諾
信诺（Cigna）是一家美国医疗保健公司，提供各类保险和其他一些医疗服务。该公司旗下有多家分公司负责不同业务，如信諾環球人壽保險及信諾環球保險等。2018年它列在财富美国500强中的第73位。

## 历史
该公司在1982年由Connecticut General Life Insurance Company（CG）和INA Corporation（北美洲保险公司的母公司）合并形成。而北美洲保险公司的历史则可以追溯至1792年。CG成立于1865年。
2015年6月美国安森保险打算以470亿美元的现金和股票收购信诺，但次年7月21日美国司法部发出反垄断禁令，最终使得该并购案流产。
2018年3月7日宣布将以670亿美元的价格收购快捷藥方，同年8月24日此交易被双方股东批准。交易在2018年12月20日以540亿美元的价格成交。